# 森﨑浩司
森﨑 浩司（もりさき こうじ、1981年5月9日 - ）は、広島県広島市安芸区出身の元プロサッカー選手、サッカー解説者。現役時代のポジションはミッドフィールダー。
現在はサンフレッチェ広島のアンバサダーを務める。

## 来歴

### 現役時代
地元矢野小学校で兄・和幸と共に小学2年からサッカーをはじめる。山出久男から指導を受け、小学6年次に兄と共に全日本少年サッカー大会に出場している。佐藤康之・皆本勝弘は矢野中学校の先輩。矢野中学校からサンフレッチェ広島ユースへ入団。同級生は、兄・和幸、駒野友一、久保田学。木村孝洋から指導を受けた。攻撃的なMF・左アウトサイドとして活躍した。1999年高校3年次には2種登録選手となり、Jサテライトリーグでのパフォーマンスがエディ・トムソン監督に認められ、同年11月20日にガンバ大阪戦に初ベンチ入りした。
2000年にサンフレッチェ広島に入団、同期入団は、和幸、駒野、八田康介、松下裕樹、山形恭平、中山元気。骨折など怪我が多く、同年代の選手よりもなかなか出場機会が与えられなかった。翌2001年Jリーグ初得点試合で2ゴールを上げている。2002年になりA契約選手に移行、主力として絡めるようになる。
年代別代表では、2001年に和幸および駒野とともに、西村昭宏率いるワールドユースU-20日本代表に選出されて出場 したが、キャプテンも任される事がある和幸に対し、控えが中心であった。しかしその後山本昌邦率いる五輪代表に選出されると、和幸は阿部、今野、鈴木啓らに押し出され構想外となる中、左サイドは層が薄かった事もあり、2003年のアテネ五輪予選、2004年のアテネ五輪本戦では左アウトサイドのレギュラーとして出場した。
一方広島では小野剛監督の下、2003年からJ2に降格すると移籍した藤本主税の代わりとして攻撃的なMFとして活躍、同年末のJ1昇格に貢献した。以降も中心選手として活躍するも、2002年から続く年代別代表とJ2昇格争い、アテネ五輪と精神的に厳しい戦いが続いたため、2005年の春先にバーンアウト症候群にかかっている。以降控えに回り、怪我や守備面からなかなか信頼を得ることが出来なかったが小野が辞任した、2006年ミハイロ・ペトロヴィッチに監督が代わってからは才能を見出され、中盤の中心選手として活躍。
2008年末ごろからオーバートレーニング症候群の傾向が見られるようになり、2009年1月28日に公式発表、同年8月にチーム合流、同年11月に実戦復帰した。
2012年、サンフレッチェ広島のJリーグ制覇に貢献。
2016年10月20日、今シーズン限りで現役引退を表明。10月29日、現役最後のホーム最終戦・アビスパ福岡戦ではスタメンで出場し、1得点を決めて有終の美を飾った。

### 引退後
2017年1月5日、サンフレッチェ広島の初代アンバサダーに就任したことが発表された。

## 人物
プレースタイル
精度の高い左足からのミドルシュートや前線への飛び出しが得意なゲームメーカー。五輪で務めた左ウイングバックだけでなく、トップ下、フォワード、兄と同じセンターハーフと多数のポジションでプレーできる。広島ではセットプレーも任される。
双子
広島でチームメイトだった森﨑和幸は「二卵性双生児」の兄であり、佐藤勇人/佐藤寿人兄弟と共に、Jリーグ史上初の双子選手。
- 2004年5月5日J1･1st第8節対セレッソ大阪戦（長居スタジアム）にて初アベックゴール（48分和幸、89分浩司）を達成。Jリーグにおいて同じチームに所属する兄弟が、同一試合でアベックゴールを達成した例は森﨑兄弟と山瀬功治/山瀬幸宏兄弟（2007年に達成）、高木俊幸/高木善朗兄弟（2010年に達成）の三組のみ。
- 2007年から公式用ユニフォーム背番号の下に「KOJI｣と下の名前が入るようになった。兄の和幸のほうは「KAZU」。 世代別の代表の公式戦では、名前のイニシャルが和幸、浩司ともに「K」のため、仕方なくユニフォームには「MORISAKI」とだけ記されていた。

6億を呼ぶ男
2008年度のスポーツ振興くじで1等6億円4口が2回発生した。その2回の共通点として、森﨑浩が2節共に得点を挙げていることから、夕刊フジが同年9月9日付けの記事で「6億を呼ぶ男」として紹介した。

## 所属クラブ
ユース経歴
- 矢野FC
- 1994年 - 1996年 広島市立矢野中学校
- 1997年 - 1999年 サンフレッチェ広島ユース (広島県立吉田高等学校)

プロ経歴
- 2000年 - 2016年  サンフレッチェ広島

## 個人成績
| 国内大会個人成績 | 国内大会個人成績 | 国内大会個人成績 | 国内大会個人成績 | 国内大会個人成績 | 国内大会個人成績 | 国内大会個人成績 | 国内大会個人成績 | 国内大会個人成績 | 国内大会個人成績 | 国内大会個人成績 | 国内大会個人成績 |
| 年度             | クラブ           | 背番号           | リーグ           | リーグ戦         | リーグ戦         | リーグ杯         | リーグ杯         | オープン杯       | オープン杯       | 期間通算         | 期間通算         |
| 年度             | クラブ           | 背番号           | リーグ           | 出場             | 得点             | 出場             | 得点             | 出場             | 得点             | 出場             | 得点             |
| 日本             | 日本             | 日本             | 日本             | リーグ戦         | リーグ戦         | リーグ杯         | リーグ杯         | 天皇杯           | 天皇杯           | 期間通算         | 期間通算         |
| ---------------- | ---------------- | ---------------- | ---------------- | ---------------- | ---------------- | ---------------- | ---------------- | ---------------- | ---------------- | ---------------- | ---------------- |
| 2000             | 広島             | 22               | J1               | 4                | 0                | 2                | 0                | 0                | 0                | 6                | 0                |
| 2001             | 広島             | 15               | J1               | 2                | 2                | 1                | 0                | 0                | 0                | 3                | 2                |
| 2002             | 広島             | 7                | J1               | 22               | 6                | 5                | 0                | 4                | 1                | 31               | 7                |
| 2003             | 広島             | 7                | J2               | 37               | 10               | -                | -                | 4                | 3                | 41               | 13               |
| 2004             | 広島             | 7                | J1               | 25               | 7                | 3                | 0                | 1                | 0                | 29               | 7                |
| 2005             | 広島             | 7                | J1               | 14               | 1                | 5                | 0                | 0                | 0                | 19               | 1                |
| 2006             | 広島             | 7                | J1               | 30               | 4                | 5                | 3                | 2                | 1                | 37               | 8                |
| 2007             | 広島             | 7                | J1               | 32               | 2                | 6                | 0                | 5                | 3                | 43               | 5                |
| 2008             | 広島             | 7                | J2               | 40               | 14               | -                | -                | 4                | 1                | 44               | 15               |
| 2009             | 広島             | 7                | J1               | 3                | 0                | 0                | 0                | 0                | 0                | 3                | 0                |
| 2010             | 広島             | 7                | J1               | 27               | 3                | 3                | 1                | 0                | 0                | 30               | 4                |
| 2011             | 広島             | 7                | J1               | 30               | 5                | 2                | 0                | 1                | 0                | 33               | 5                |
| 2012             | 広島             | 7                | J1               | 28               | 7                | 5                | 2                | 1                | 0                | 34               | 9                |
| 2013             | 広島             | 7                | J1               | 6                | 1                | 0                | 0                | 0                | 0                | 6                | 1                |
| 2014             | 広島             | 7                | J1               | 21               | 1                | 4                | 0                | 2                | 0                | 27               | 1                |
| 2015             | 広島             | 7                | J1               | 9                | 1                | 3                | 0                | 0                | 0                | 12               | 1                |
| 2016             | 広島             | 7                | J1               | 5                | 1                | 2                | 1                | 1                | 0                | 8                | 2                |
| 通算             | 日本             | 日本             | J1               | 258              | 41               | 45               | 7                | 17               | 5                | 321              | 53               |
| 通算             | 日本             | 日本             | J2               | 77               | 24               | -                | -                | 8                | 4                | 85               | 28               |
| 総通算           | 総通算           | 総通算           | 総通算           | 335              | 65               | 45               | 7                | 25               | 9                | 406              | 81               |

その他の公式戦
- 2007年
  - J1・J2入れ替え戦 2試合0得点
- 2008年
  - XEROX SUPER CUP 1試合0得点
- 2013年
  - XEROX SUPER CUP 1試合0得点

| 国際大会個人成績 | 国際大会個人成績 | 国際大会個人成績 | 国際大会個人成績 | 国際大会個人成績 | FIFA      | FIFA      |
| 年度             | クラブ           | 背番号           | 出場             | 得点             | 出場      | 得点      |
| AFC              | AFC              | AFC              | ACL              | ACL              | クラブW杯 | クラブW杯 |
| ---------------- | ---------------- | ---------------- | ---------------- | ---------------- | --------- | --------- |
| 2010             | 広島             | 7                | 4                | 1                | -         | -         |
| 2012             | 広島             | 7                | -                | -                | 3         | 0         |
| 2013             | 広島             | 7                | 1                | 0                | -         | -         |
| 2014             | 広島             | 7                | 2                | 0                | -         | -         |
| 2015             | 広島             | 7                | -                | -                | 0         | 0         |
| 2016             | 広島             | 7                | 1                | 0                | -         | -         |
| 通算             | AFC              | AFC              | 8                | 1                | 3         | 0         |

## 出場歴
アンダーカテゴリー
- 全日本少年サッカー大会（1993年）
- 全国中学校サッカー大会 ベスト16
- Jユースカップ 準優勝（1997年）
- 国民体育大会広島県代表（1998年、1999年）

クラブチーム
- 公式戦初ベンチ入り　1999年11月20日 J1･2nd第13節対ガンバ大阪戦（万博記念競技場）
- プロ初ベンチ入り 2000年5月20日 J1･1st第14節対鹿島アントラーズ戦（広島ビッグアーチ）
- 公式戦初出場 2000年6月28日 ナビスコカップ2回戦第1戦対横浜F・マリノス戦（三ツ沢公園球技場）
  - 先発出場、61分藤本主税と途中交代
- リーグ戦初出場　2000年7月15日 J1･2nd第4節対横浜F・マリノス戦（三ツ沢公園球技場）
  - 59分森崎和幸に代わり途中出場
- 初得点　2001年9月29日 J1･2nd第7節対アビスパ福岡戦（博多の森球技場）
  - 62分藤本主税に代わり途中出場、63分、88分２ゴール

## タイトル

### クラブ
サンフレッチェ広島
- Jリーグ ディビジョン1：3回（2012年、2013年、2015年）
- Jリーグ ディビジョン2：1回（2008年）
- ゼロックススーパーカップ：2回（2008年、2013年）

## アンダー代表歴
- U-18日本代表（1999年）
- U-19日本代表（2000年）
- U-20日本代表
  - イランアジアユース（2000年）
  - アルゼンチンワールドユース（2001年）
- U-23日本代表
  - アテネオリンピック最終予選（2004年）
  - アテネオリンピック（2004年）

## 出演

### CM
- 洋服の青山(2004年、森崎和幸と共演)

### テレビ
- 情熱サンフレッチェ（RCCテレビ） ナビゲーター 毎週金曜22:54～23:00
- 広島市広報番組『ひろしま日常劇場 ご老公様 出番ですよ』（2018年2月4日#44 - 2019年3月24日#100終幕、RCCテレビ） もり助 毎週日曜21:54～22:00

### ラジオ
- おはよう中国（NHKラジオ第一）（中国地方ローカル）木曜日コーナー：スポーツ健康情報（サッカー情報）電話での生出演（不定期）（2022年4月7日 -）

### 生配信
- サンフレ応援!森崎浩司の“Foot style”（2018年09月22日 - 、ぽるぽるLIVE）紙屋町シャレオぽるぽるSTUDIOから不定期配信